# 哈莱姆文艺复兴

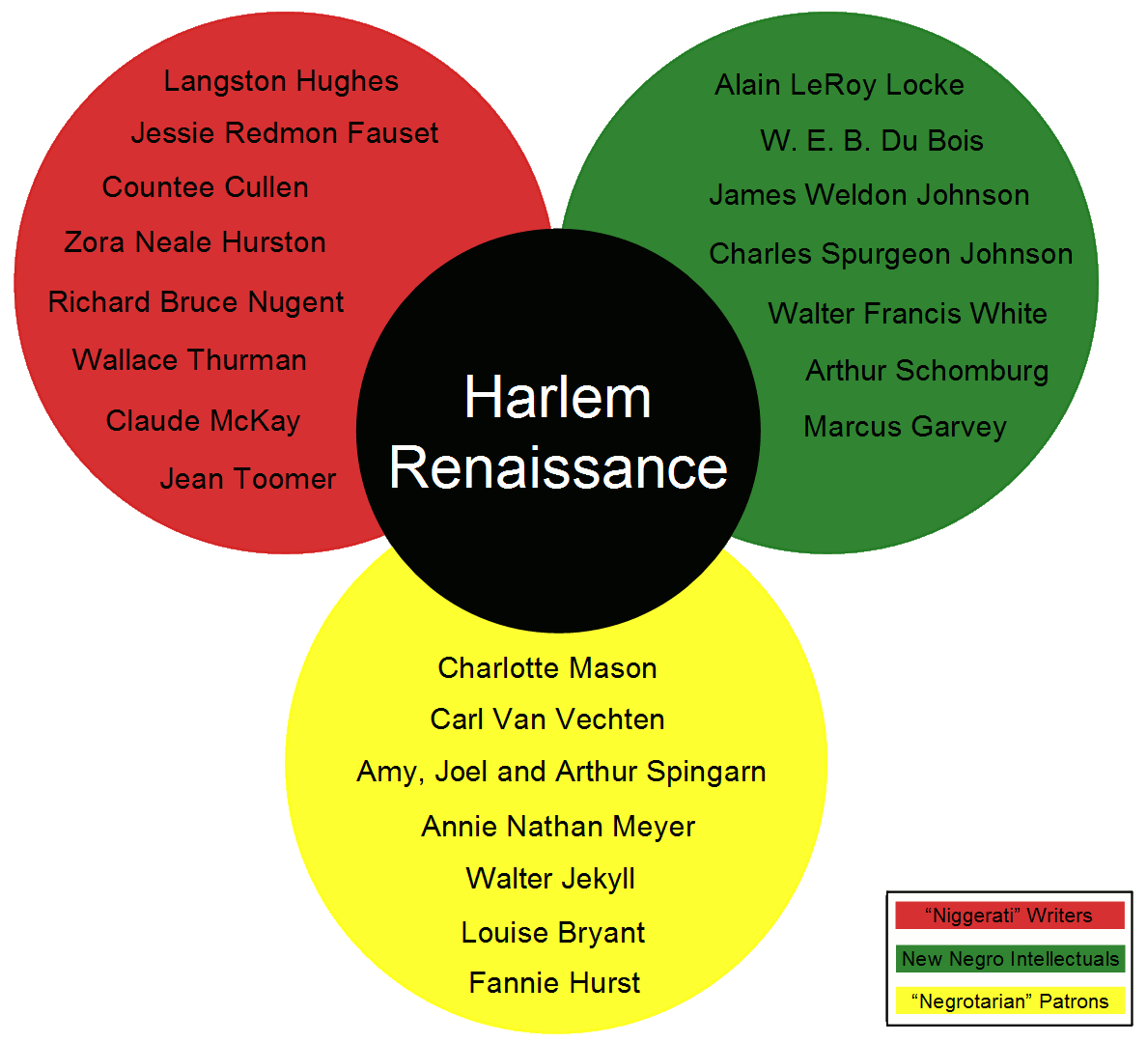
哈莱姆文艺复兴的主要代表人物

哈莱姆文艺复兴（Harlem Renaissance）是一场主要发生在1920年代的文化运动。在当时，該運動被稱作新黑人運動，得名自阿兰·勒罗伊·洛克於1925年出版的同名诗集。尽管它主要集中在纽约的哈莱姆区。但是许多来自非洲和加勒比海殖民地的讲法语的黑人作家也深受影响。
哈莱姆文艺复兴运动是一场非官方承认的大致跨越1919年至二十世纪三十年代中早期的运动。这场运动中的许多思想在此后的历史中活跃得更加持久。哈莱姆文艺复兴的顶峰时期处于1924年（这一年《机遇：一本黑人的刊物》为黑人作家举办了一场聚会，聚会上同时有很多白人出版商出席）至1929年（股票市场崩溃，大萧条时期开始）。
哈莱姆文艺复兴的主要内容是反对种族歧视，批判并否定汤姆叔叔型驯顺的旧黑人形象，鼓励黑人作家在艺术创作中歌颂新黑人的精神，树立新黑人的形象。当时鼓吹新黑人运动的主要领导人是荣获罗兹奖学金、在哈佛大学取得博士学位的著名黑人学者艾兰·洛克，他在1925年编辑出版了一部综合年轻一代黑人的诗歌、散文、戏剧、小说的文选，题名《新黑人：一个解释》（The New Negro: An Interpretation），在当时的黑人文坛曾起过很大的影响。洛克在该书的长篇序言里指出，旧黑人不被当作人看待，不具人格，只是个影子。现在黑人圣歌随同黑人民歌已在美国普及，种族歧视的锁链已被粉碎，黑人有了新的自尊心和独立人格，因此美国黑人必将进入一个集体发展的新时期，也就是精神上的成熟时期。由于新黑人运动是哈莱姆文艺复兴的主要内容，因此有人把这次文艺复兴称作新黑人文艺复兴（New Negro Renaissance）。

## 哈莱姆文艺复兴的背景

曼哈頓上城的哈林區

引起哈莱姆文艺复兴的一个重要原因就是美国废除了奴隶制。第一次世界大战及二十世纪早期的社会文化的变革加速了这一运动的发展。
首先，南北战争中吃了败仗正在重建中的美国南部在少数种族主义分子煽动下，对黑人民族的种族压迫与歧视变本加厉，再加上棉花连年歉收，终于迫使黑人群众纷纷迁居北方大城市。恰好北方城市也非常需要黑人劳动力，尤其是在第一次世界大战期间（因战争刺激了工业，外国移民也因战争无法来美国），于是出现了美国历史上有名的“大迁移”。在一战后的10年中，北方几个大城市的黑人人口几乎增加了一倍。黑人大规模集中于城市，生活有所改善，有了受教育的机会，也具备了广泛开展文艺活动的条件。其次，大战后黑人民族运动高涨，广大美国黑人在著名领袖W·E·B·杜波依斯等领导下，社会觉悟和政治觉悟都有很大提高，从而也提高了自己的民族自尊心。这期间从黑人民间音乐的基础上发展起来的爵士音乐风靡全国，黑人对自己的艺术创造才能作了重新估价，以黑人生活为题材的作品也越来越受读者欢迎。当时北方大城市纽约的哈莱姆区是全国最大的黑人聚居区，全国最优秀的黑人艺术家和文学家差不多都集中在那里，因此20年代的黑人文艺复兴运动很自然地以哈莱姆为中心开展起来，影响很快波及全国。
在十九、二十世纪之交，非裔美国人中已经诞生了一批中产阶级，而纽约的哈莱姆区则是这批中产阶级的中心。随着越来越多的非裔美国人在一战中获得了工作机会，以及他们的社会地位的提升，非裔美国人第一次得以在艺术等领域自由地发挥自己的能力。

## 哈莱姆地区非裔美国人社区的发展
在20世纪前叶，哈莱姆是全国各地的移民的目的地，吸引了从南方来寻找工作的人和使得这一地区变为文化中心的受过教育的阶层. 这一地区最初是在19世纪作为白人中产阶级和白人中高产阶级的独立郊区而发展起来的;由于它最初是为富人所建，因此有许多非常庄严的房子，宽阔的街道和Polo Grounds和Harlem Opera House等世界一流的设施.在19世纪后期大量欧洲移民涌入的过程中，这一曾经的独立郊区被当地的白人中产阶级所抛弃，他们迁移到了美国的更北部. 
哈莱姆在20世纪初成为一个非裔美国人社区。 1910年，第135街和第五大道沿线的一大块被非洲美国房地产经纪人和教会团体所购买.在第一次世界大战期间更多非裔美国人到达了这里。 由于战争，从欧洲而来的劳动移民几乎停止，而战争的激烈又导致了对于不熟练的工业劳力的巨大需求。这场大迁移给像芝加哥、费城、底特律和纽约这样的城市带来了成百万非裔美国人.
除了不断增长的黑人的人口，由最近白人移民的造成的种族歧视即使在北方依然影响着非裔美国人社区.。在第一次世界大战之后，许多的非裔美国人士兵回到祖国却发现他们国家的人民对他们的成就并不予以尊重。1919年红色夏季 时期，种族暴动 和其他公民起义在许多城市中不断发生，这折射了工作和住房上的经济竞争和社会上的紧张。

### 哈莱姆地区文化大爆炸
哈莱姆文艺复兴时期的第一阶段开始于20世纪10年代后期。1917《三出戏剧在一个黑人剧院》首演。这些由白人剧作家Ridgely Torrence所写的戏剧意在突出非裔美国人演员并由此向观众传达一种复杂的人类情感和渴望.在这几部戏剧中他们没有使用“黑脸”这一固定模式也没有遵循巡回演出的传统. 詹姆斯·韦尔登·约翰逊在1917年称这三部戏剧的首映是美国黑人在美国戏剧的整个历史上的最为重要的一个事件."。1919年的又一里程碑是诗人克劳德·麦凯出版他的好战十四行诗"If We Must Die".尽管这首诗并没有提及种族，但非裔美国人读者却从书中感到了作者对于种族歧视的蔑视.到第一次世界大战结束时詹姆斯·韦尔登·约翰逊撰写的科幻小说和克劳德·麦凯创作的诗歌开始描写非裔美国人在美国的现实生活.
在1917 Hubert Harrison, "哈林激进主义之父," 建立了自由联盟和 The Voice,这是“新黑人运动”以来的第一个组织和第一份报纸 . Harrison的组织和报纸尽管处于政治目的的，但仍然十分强调艺术(他的报纸中有人民诗歌和书评板块).1927,在匹兹堡传讯中, Harrison 质问了复兴的概念.他质疑"黑人文学复兴"的概念忽视了 "从1850年到现在的从未间断流淌黑人文学家的文学和艺术作品的河流",并且他称所谓的"复兴" 只是很大程度上白人的发明.
哈林文艺复兴是在自奴隶制废除以来在美国所发生的巨大变化和北部社区的发展中成长起来的.并由第一次世界大战和美国20世纪早期巨大的社会和文化变革所加速. 工业化吸引着人们从乡村走到城市并产生出新的大众文化.导致哈林文艺复兴的因素包括非裔美国人向北部城市的大迁移，并在这些地方聚集了一大批具有雄心壮志的人们；还有就是第一次世界大战，它为成千上万的人创造出了新的工作机会.而导致这一时代最终没落的关键因素在与1929年开始的大萧条.

## 特征及主题
《新黑人》一书认为哈莱姆文艺复兴的特点是一种明显的民族自豪感，该书通过文学、艺术、音乐中的作品向逐渐在社会上弥漫的种族主义气氛和成规旧俗发出挑战，以此来促进进步主义或者社会主义政治的发展，以及民族融合和社会融合的进程。文学与艺术的创作将有助于一个民族自身素质的提升。强烈的民族意识和作品的题材、表现形式以及涉及领域的多样性是新黑人作家和艺术家创作的主要特色。
哈莱姆文艺复兴中艺术是无法放在一起进行综合的描述的。它包含了非常丰富的文化元素与风格，包括 泛非洲主义 的观点, "高语境文化"和"低语境文化"或者称作","世俗文化" ，有古典音乐也有布鲁斯和爵士乐，有传统的文风，也有诸如代主义和爵士诗歌这样的现代的实验性文风。这种文化的二元性引起了许多的非裔美国艺术家与黑人知识界保守派的冲突，知识界中的保守派对这种描述黑人生活的方式持有异议。
在哈莱姆文艺复兴时期的一些常见主题有：黑人奴隶的历史与新兴的黑人种族传统的影响，种族主义制度化的影响，表演和写作中当白人精英作为观众和读者时不可避免的困境，以及如何将现代黑人的生活传播给北部的城市。
哈莱姆文艺复兴主要是由非裔美国人参与与推动的。它建立在黑人投资者、黑人所拥有的商业组织以及出版社的支持体系上。尽管如此，它也依赖于一些白人的资助，比如卡尔·范·韦克滕和夏洛特·奥斯古德·梅森， 这两个人提供了形式多样的协助，将黑人的出版业推广到了黑人社区之外。这种支持一般都以赞助 或者 出版的形式提供。
有的白人对于"原始文化"感兴趣，当时许多白人想要看看来自哈莱姆的“原始”文化是什么样子。正如大多数的流行文化一样，许多人也许在仓促的炒作中被剥削地江郎才尽。
对于非裔美国人生活的兴趣也协助生成了一些实验性却有生命力的作品，比如乔治·格什温的歌剧 《波吉与贝丝》, 以及维吉尔·汤姆森和格特鲁德·斯泰因的《三幕剧中四圣人》. 在这两部作品中，唱诗班指挥 伊娃·杰西（Eva Jessye）都是创作团队的一员。她的合唱被作为”四圣人“一剧的主题曲。 音乐界也发现白人乐队领袖蔑视种族主义态度，他们将非裔美国人最好的音乐和歌曲也融入自己的作品中。
非裔美国人用艺术来表明自己也拥有和白人一样的人性要求平等。哈莱姆文艺复兴使得黑人有更多的机会在主流文化层上发表自己的作品。许多作家和出版商在此期间开始出版小说、杂志和报纸。这些新的小说从全国甚至更广泛的地区吸引了一大批的读者。有些作家成了全国知名的人物比如基恩·图默、杰西·福塞特、克劳德·麦凯、 卓拉·尼尔·赫斯特、詹姆斯·韦尔登·约翰逊、阿兰·勒罗伊·洛克、埃里克·D·沃尔伦德以及朗斯顿·休斯。
哈莱姆文艺复兴也为二战后期美国民权运动奠定了一定的基础。此外，许多后来艺术造诣日臻成熟的黑人艺术家也从中获得了不少灵感。
这场复兴不仅仅是一场文学与艺术的运动，还是一次在新的种族意识下通过种族融合的社会进步。

## 哈莱姆文艺复兴的影响

### 黑人获得崭新的社会地位

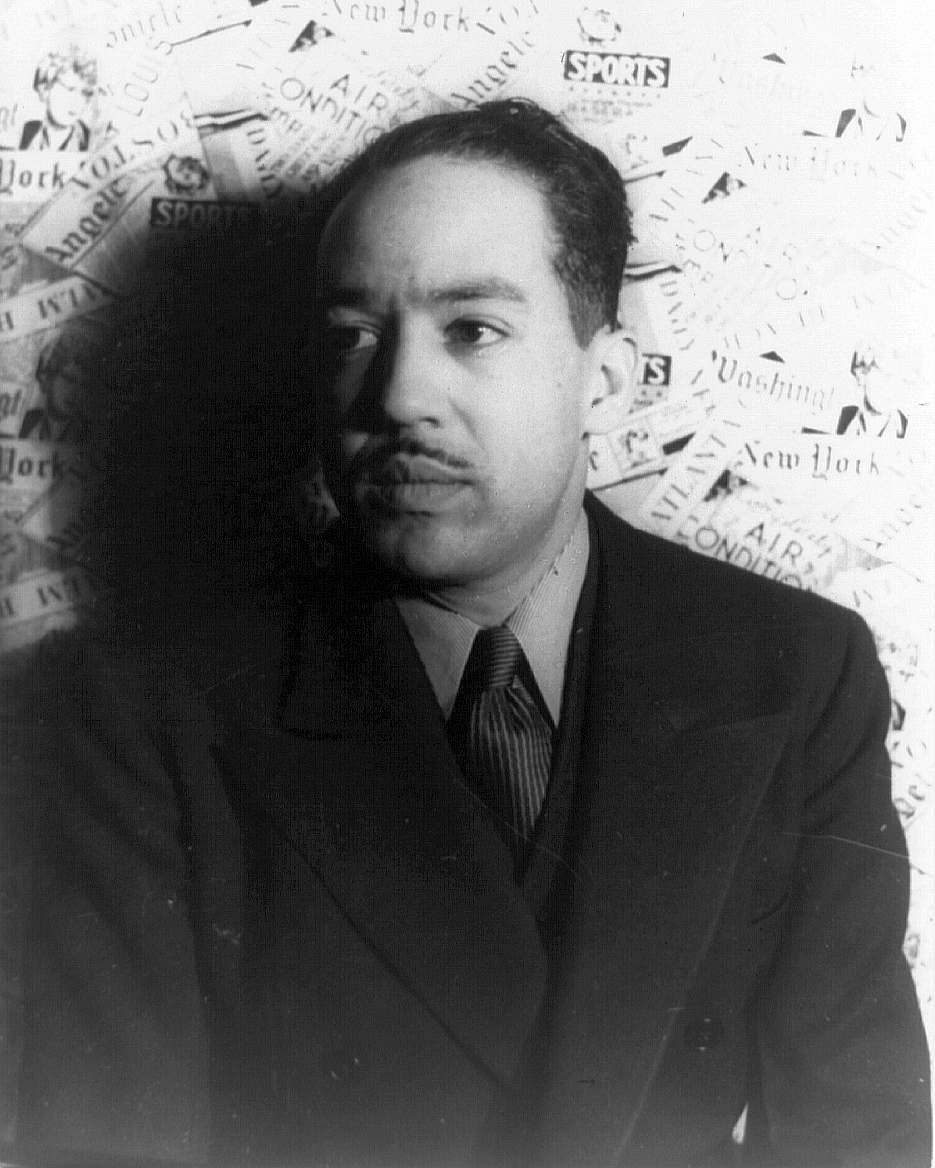
朗斯顿·休斯，小说家及诗人, 由卡尔·范韦克滕摄于1936年

"有时我觉得被歧视， 但这一点并不使我生气。这仅仅让我有些惊讶。难道真的有人能否认他与我为伴时不感到惬意吗? 这并不是我的原因." 
- 卓拉·尼尔·赫斯特
哈莱姆文艺复兴是成功的,因为它将黑人的历史写进了美国 文化史。 它不仅仅是一次文化的大爆炸, 还再 社会学的 层面上有重要意义, 哈莱姆文艺复兴的传奇不仅让美国，还让整个世界重新审视了非裔美国人。从美国南方来到北方的移民使非裔美国人的形象从未充分受教育的乡下人变成了老练的大都会居民。这种新的身份导致了一种新的社会意识, 非裔美国人正式登上了世界舞的大舞台，在国际上发挥他们的才干，拓展他们的交际圈。
在这一时期的所有进展，无论是象征性的还是实际的，都成为了非裔美国人群体拥有自决精神的参考点。从这一点开始，非裔美国人群体对黑人民族主义的意识越来越强了,而这种民族意识也正是黑人群体在二十世纪五六十年代为获得正当民权所奋斗的基础。

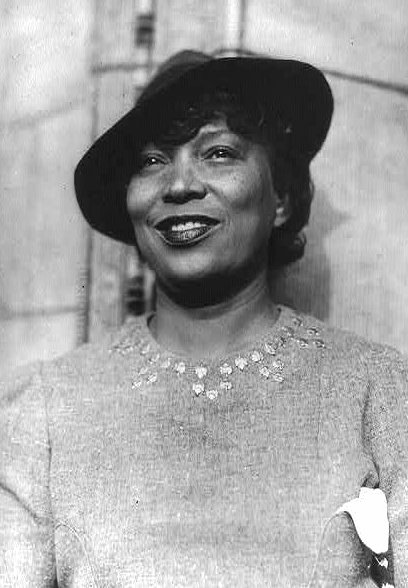
卓拉·尼尔·赫斯特，才氣驚人的黑人女作家，與朗斯顿·休斯並列為哈萊姆文藝復興的領頭雙雄

哈莱姆地区的快速发展为来自不同背景的非裔美国人开了一条欣赏黑人生活与文化多样性的快车道。 也就是说，哈莱姆文艺复兴推动了人们欣赏民族的根源及文化。例如，民族的物质元素和精神内涵为移民而来的艺术家和知识分子们提供了相当丰富的原始资料，将黑人从过去艰苦的环境下解放了出来。一种民族自我认同与团结的意识在对同一种民族文化的认同中涌现出来了。

### 对运动的批判
很多批判家指出，哈莱姆文艺复兴企图创立一个新的，与白人文化、欧洲文化从根本上完全分离的文化，这一点是其在历史上和文化上无法逃脱的。哈莱姆的知识分子有时要宣传一种新的种族意识，但却是模仿了白人同行的服饰、复杂的礼仪和礼节。这种「模仿」也可以被称作「同化」，这是任何一个社会中的少数族群为了适应由多数族群制定的社会规范而无法避免的事。这也可以被作为哈莱姆文艺复兴中艺术家的作品和文化产品没有胜过或是排斥同时期白人价值观的原因。就这一点而言，黑人知识分子所寻求的”新黑人”(New Negro)的创建被认为是一种成功。
哈莱姆文艺复兴吸引了一批形形色色的观众。文学方面既呼吁非裔美国人中产阶级又呼吁白人的参与。美国全国有色人种协进会发行的月季杂志《危机》（TheCrisis）,国家城市联盟的官方出版物《机遇》（Opportunity）雇佣了哈莱姆文艺复兴的作家作为编辑部的员工；出版黑人作家的短片小说和诗歌；通过文章、点评、和年度文学奖来促进非裔美国人文学的发展。就像这些文学的出版途径一样，哈莱姆文艺复兴也非常严重地依赖于白人的出版社和白人杂志社。黑人作家与白人出版商及读者的关系虽然引起了一些矛盾，但复兴的主要成就是为黑人作家开辟了一条通向主流出版行业的道路。W·E·B·杜波依斯没有反对黑人作家与白人出版商的关系，但他对一些略有迎合白人出版商与读者口味的作品感到不满。他认为克劳德·麦凯最脍炙人口的小说回到哈莱姆（HometoHarlem(1928)）中对黑人放肆行为的描述是一种为了讨好白人读者和出版商的“饥渴的追求”。  朗斯顿·休斯在自己的文章《The Negro Artist and the Racial Mountain》(1926)中则认为黑人艺术家和作家应当完全自由地表达自己的思想，丝毫不必理会白人或黑人公众人物怎么想。
非裔美国人的音乐家和其他表演者也拥有形形色色的观众。哈莱姆的卡巴莱歌舞表演以及各种俱乐部吸引着哈莱姆的居民也吸引着哈莱姆之外的白人来过夜生活。著名的艾灵顿公爵曾在哈莱姆著名的棉花俱乐部表演。棉花俱乐部将黑人的娱乐仅仅供白人观众欣赏更加增进了黑人文化在白人圈子里的流行。最终，那些成功吸引了主流文化关注的黑人音乐家将他们的演艺事业中心移到了市中心。
哈莱姆文艺复兴的一些方面没有经过讨论与审查就被接受了。其中就包括后来的“新黑人”。哈莱姆文艺复兴的艺术家和知识分子在他们的信念中以民主的形式呼吁激进主义。这种激进的世界观 蒙蔽了黑人知识分子——同时期的白人也一样——使得他们对于大萧条的冲击毫无准备。哈莱姆文艺复兴由于其对文化中心性幼稚的假设而突然终结，与经济和社会无关。